# 내 아내의 모든 것
내 아내의 모든 것은 2012년 개봉한 대한민국의 영화이다. 아르헨티나의 영화 "내 아내의 남자친구"를 리메이크한 작품이다.

## 줄거리
결혼 7년 만에 온순한 두현(이선균)의 궁지에 몰린 정인(임수정)의 아내는 끊임없는 잔소리와 투덜거림으로 그를 미치게 만든다. 그는 뒤따를 싸움 때문에 이혼을 요구할 엄두도 내지 못한다. 두현의 회사에서 그를 다른 주로 옮기게 되면서 그의 꿈은 현실이 된 듯하다. 그러나 놀랍게도 정인은 그와 함께하기 위해 전국을 떠돌아다니며 그를 놀라게 한다. 두현은 절박하지만 이혼을 요구하기엔 너무 두려운 옆집 이웃이자 전설적인 카사노바 성기(류승룡)를 모집해 아내를 유혹하고 먼저 떠나게 만든다. 그녀의 범위를 정한 성기는 도전에 흥미를 느끼고 자신의 경력 피날레로 정인을 유혹하기로 자신있게 동의한다. 한편 두현은 그녀에게 할 일을 주기 위해 이미 정인이 지역 라디오 방송국에 자리를 잡도록 주선하며 삶의 불의에 대해 입을 다물었다. 시간이 지날수록 성기는 결국 정인의 시선을 사로잡는 데 성공하고 두 사람은 서서히 가까워진다. 하지만 두현이 부탁했지만 자신의 결정을 후회하고 아내와 연인을 염탐하기로 한다. 그는 다시 아내에 대한 감정을 느끼기 시작하고 더 이상 그녀와 이혼하고 싶지 않는다. 하지만 그러던 중 성기는 정인과 사랑에 빠진다. 두현은 성기에게 아내를 유혹하지 말라고 부탁하지만, 성기는 사이에 끼어들면 두현이 자신을 영입했다는 사실을 아내에게 폭로하겠다고 협박한다. 후반부는 누가 정인의 마음을 얻는가에 관한 것이다.

## 캐스트
- 임수정 - 연정인 역
- 이선균 - 이두현 역
- 류승룡 - 장성기 역
- 이광수 - 최피디 역
- 이도아 - 평창회사 팀원 역
- 김보궁 - 평창회사 팀원 역
- 염해란 - 가든파티 부인 역
- 이새로미 - 가든파티 부인 역
- 이진희 - 가든파티 부인 역
- 김선하 - 면전문점 종업원 역

## 단역
- 이재희 - 성추행 여교수 역
- 박현우 - 당하는 무용수 역
- 최경민 - 당하는 무용수 역
- 허형규 - 파출소 경찰 역
- 정대용 - 택시기사 역
- 조용현 - 레스토랑 커플 역
- 남상란 - 강릉 횟집녀 역
- 한성용 - 재즈까페 커플 역

## 우정출연
- 김지영 - 송작가 역
- 이성민 - 나이사 역
- 김정태 - 박광식 팀장 역
- 정성화 - 신문배달부 역
- 김도영 - 나이사 부인 역
- 이달형 - 파출소장 역
- 박희본 - 파출소 여경 역
- 조한철 - 이혼법정 담당자 역
- 남명렬 - 이혼법정 판사 역